# Carrie (romanzo)
(Susan Snell)
Carrie è il primo romanzo di Stephen King ad essere stato pubblicato, nel 1974.
L'autore ha sempre sostenuto che fu la moglie Tabitha ad incoraggiarlo a farlo visionare ad una casa editrice, in quanto lui non riponeva in questa storia particolare fiducia di successo. Nel corso degli anni, è stato uno dei libri più censurati nelle scuole statunitensi.
Dal romanzo furono tratti quattro film: Carrie - Lo sguardo di Satana (1976), Carrie 2 - La furia (1999), Carrie (2002) e Lo sguardo di Satana - Carrie (2013).

## Trama
Carrie White è un'adolescente introversa e silenziosa, orfana di padre, che, assieme alla madre Margaret, vive a Chamberlain, cittadina del Maine. La sua è una vita difficile e infelice, in quanto a scuola viene costantemente maltrattata e derisa dalle compagne di classe, mentre a casa, la madre, donna puritana affetta da turbe psichiche ed ossessionata dal peccato e dalla religione, le infligge quotidianamente severe punizioni fisiche e morali. La ragazza è anche dotata di telecinesi, potere paranormale ereditato dalla nonna paterna che, nel corso degli anni, l'ha portata ripetutamente a scontrarsi con la madre, che la ritiene posseduta. 
Un giorno, a scuola, mentre assieme alle compagne sta facendo la doccia dopo una lezione di educazione fisica, Carrie ha le sue prime mestruazioni: non sa cosa siano perché la madre non gliene ha mai parlato, e, spaventata, non trova comprensione neanche nelle compagne di classe che, appena si accorgono della situazione, ne approfittano per deriderla e sbeffeggiarla, tirandole addosso degli assorbenti igienici. Solo l'intervento dell'insegnante Rita Desjardin riesce a placare l'ilarità generale: la donna infatti, udendo la confusione che viene dalle docce, accorre e si trova suo malgrado a dover aiutare Carrie e a spiegarle il concetto di "ciclo mensile". Dopo averla pulita e rivestita, la porta dal Signor Morton, vicepreside del liceo, al quale racconta l'accaduto ed elenca i nomi delle ragazze che hanno partecipato all'episodio. Carrie viene mandata a casa, dove si scontra per l'ennesima volta con la madre, che attribuisce il fatto dell'arrivo delle mestruazioni nella figlia a suoi pensieri impuri e di lussuria.
Il giorno successivo, l'insegnante di ginnastica, ancora scossa a causa del comportamento delle compagne di classe di Carrie e su sollecitazione del vicepreside, infligge loro la punizione di passare un'ora al giorno in più di lezione a scuola assieme a lei, pena il divieto di partecipare all'imminente ballo scolastico in programma di lì a pochi giorni. Tutte le ragazze accettano meno Christine Hargensen, la più spocchiosa e violenta del gruppo, che pratica bullismo su Carrie e su altri ragazzi disagiati della scuola: quest'ultima infatti si ribella, minacciando ritorsioni verso la scuola dal momento che suo padre è avvocato, sancendo così la sua esclusione dall'evento. Più avanti anche l'avvocato Hargensen si reca dal preside Grayle nel tentativo di difendere la figlia, e non riconoscendo che Christine è una bulla oltre che difficile e maleducata, viene scacciato da Grayle. Nel frattempo, Sue Snell, una delle compagne di classe di Carrie, tormentata dai rimorsi per l'episodio cui si è resa una delle protagoniste nella sala docce, chiede al suo fidanzato Tommy Ross, lo studente più bello e popolare della scuola, di accompagnare la ragazza al ballo, per cercare di porre rimedio alla sua azione. Dopo un tentennamento iniziale, il ragazzo accetta e, quando fa la proposta all'interessata, Carrie si dimostra speranzosa.
Quando torna a casa e lo comunica alla madre, la donna, ritenendo il ballo peccaminoso ed intimorita dal fatto che i ragazzi presenti possano farle violenza, cerca di proibire a Carrie di parteciparvi. Carrie allora si ribella, cosa che fa scatenare i suoi poteri e terrorizzare la donna, e si cuce il vestito per la serata.
Intanto, a scuola fervono i preparativi per il ballo e Christine, ancora furiosa per la punizione ricevuta e per il fatto che suo padre non l'ha difesa, quando viene a sapere che Tommy vi parteciperà con Carrie, architetta assieme allo sbandato Billy Nolan, suo fidanzato, l'ennesimo scherzo ai danni della compagna: con la collaborazione di altre amiche sue compiacenti, truccherà i voti della serata, in modo da far incoronare Tommy e Carrie come Re e Regina e, quando i due saliranno sul palco per ricevere gli onori del rito, rovescerà addosso alla ragazza del sangue di suino, allo scopo di rovinarle il momento più bello della vita.
La serata del ballo finalmente arriva e Tommy vi si reca con Carrie. Dopo un'iniziale ostilità da parte degli altri studenti, tutti alla fine sembrano accettare la ragazza fra di loro, colpiti anche dal fatto di vederla diversa e sicura di sé. Standole vicino e parlandoci assieme, Tommy inizia a conoscerla meglio, scoprendo il suo lato buono e timido, cosa che lo porterà ad innamorarsene. A fine serata, i due vengono come previsto incoronati Re e Regina e, mentre si trovano sul palco, Christine e Billy, che sono posizionati sopra di esso, sui corridoi di servizio, attuano il loro brutale piano. Carrie si ritrova così coperta di sangue, umiliata e sbeffeggiata. Mentre fissa la platea che, sotto di lei, la deride per l'ennesima volta, il secchio usato da Christine e Billy per lo scherzo scivola giù da dov'era stato fissato, colpendo alla testa Tommy, che rimane tramortito.
Vedendosi nuovamente presa in giro e cosciente che ciò non finirà mai e che il suo sogno è stato distrutto, Carrie sulle prime cerca di uscire dalla scuola per tornare a casa. Quando però capisce che a casa la madre non farà che castigarla, lungi dal consolarla, decide di punire una volta per tutte gli artefici di tutto ciò: rimanendo all'esterno della palestra e usando la telecinesi, chiude tutte le porte del locale (tranne quelle di servizio, che si trovano fuori dalla sua portata visiva e dalle quali riusciranno a scappare le poche persone che sopravviveranno alla serata), e si serve dei cavi elettrici usati per le illuminazioni del palco, appiccando il fuoco all'intera palestra, provocando così la morte di quasi tutto il corpo studentesco e docente del liceo presente al ballo. Le risate umilianti si traformano presto in grida di terrore, dando a Carrie un'enorme piacere, mentre osserva con estasi dall'oblò della porta di servizio.
La furia di Carrie si è ormai scatenata e successivamente, mentre si reca a casa per uccidere pure la donna che l'ha partorita condannandola così ad una vita infernale, incendia e distrugge anche gran parte della città, uccidendo centinaia di ignari residenti (a fine romanzo si leggerà infatti che il totale delle vittime della serata, fra morti e dispersi, supera le 400 unità e i superstiti della città ricorderanno per sempre l'inferno che si è scatenato). Stranamente il potere di Carrie causa uno strano effetto collaterale alle persone: coloro che assistono terrorizzate alla distruzione che sta incombendo per la città, percepiscono inspiegabilmente che è stata Carrie a provocarlo. Arrivata a casa, trova la madre ad aspettarla. La donna prima le racconta della sera in cui è rimasta incinta di lei, poi la trafigge in una spalla con un coltello da cucina, come già aveva tentato di fare appena l'aveva messa al mondo, ritenendola figlia del peccato. Nel tentativo di difendersi, Carrie utilizza di nuovo la telecinesi per provocarle un infarto, uccidendola.
Stremata ed indebolita, scappa da casa, avendo la sensazione di avere ancora un compito da portare a termine. Più tardi infatti incrocia Christine e Billy che, spiazzati dagli eventi della serata, stanno scappando in automobile dalla città: i due, appena vedono Carrie in mezzo alla strada, cercano d'investirla, ma la ragazza, ancora una volta per mezzo dei suoi poteri, manda la loro vettura a schiantarsi poco distante, uccidendo entrambi i suoi aguzzini. Poco dopo si accascia al suolo, ormai in fin di vita, dove viene trovata da Sue Snell, uscita di casa appena saputo dell'incendio alla scuola per andare a vedere di persona cosa stesse succedendo. Tramite una sorta di comunicazione telepatica le due ragazze entrano in contatto e Sue invita Carrie a guardare dentro di lei, dimostrandole così che, a differenza di tutti gli altri, non aveva mai nutrito rancori nei suoi confronti e la voleva solo aiutare sentendosi in colpa per averla trattata male. Con questa immagine nella mente, Carrie muore.
Circa tre mesi dopo la vicenda, in una scuola nella città di Westover, vicina a Chamberlain, vengono consegnati i diplomi agli studenti superstiti, che in tutto sono circa una cinquantina. Tuttavia, la cerimonia rimane silenziosa, triste e opprimente. Subito dopo, arrivano centinaia di macchine di pompe funebri che trasportano le bare di tutti coloro che sono morti nella devastazione di Chamberlain, perché le famiglie possano dare loro un ultimo saluto. Il dolore è insopportabile e molti urlano di sofferenza. Miss Desjardin unica superstite del corpo insegnati, dichiara a tutti i presenti che abbandona il suo lavoro di insegnante e che non insegnerà mai più nella sua vita, distrutta dai sensi di colpa per non avere potuto aiutare meglio Carrie, sentendosi in parte responsabile per ciò che è accaduto e per non averla potuta sostenere. Sue Snell intende trasferirsi lontano per trovare pace e dimenticare l'incubo che si è scatenato, rivelando di essere lei ad avere scritto il libro sulla storia di Carrie.
Il libro finisce con una lettera, scritta anni dopo da una signora, attraverso la quale si capisce della nascita di una bimba di nome Annie con gli stessi poteri di Carrie.

## Dedica
Il romanzo è dedicato a Tabitha Spruce, moglie dell'autore: «A Tabby, che mi ha fatto entrare in questo incubo, e poi me ne ha fatto uscire.» («This is for Tabby, who got me into it – and then bailed me out of it.»)

## Genesi dell'opera
Lo stesso King non ricorda esattamente come nacque la storia di Carrie: «davvero non riesco a fissare un nucleo di partenza, il punto d'origine di tutta la storia». All'epoca pubblicava con una certa regolarità racconti per la rivista maschile Cavalier. E per uno di questi nacque l'idea di una ragazza con poteri di telecinesi che all'arrivo delle mestruazioni è tormentata dalle compagne e scatena una terribile forza distruttiva, ma quanto scritto non gli piacque e lo gettò via.
Fu la moglie a stimolarlo a continuare e lui ampliò la storia fino alle dimensioni di romanzo. «Cominciai a lavorare su Carrie come se si trattasse di un racconto, ma poi pensai che forse si poteva far bollire il tutto un po' più a lungo prima dell'esplosione finale e, prima che me ne accorgessi, ecco che era diventato un romanzo. [...] Devo essere sincero: non mi aspettavo molto da Carrie. Pensavo: "Chi vorrà mai leggere un libro su una poveretta afflitta da problemi mestruali?" Non riuscivo a credere di essere al lavoro su una storia del genere.»
Il personaggio di Carrie fu ispirato a un paio di persone reali, una compagna di scuola e una studentessa dell'autore, mentre il prototipo per il personaggio della madre di Carrie fu una donna anziana che lavorava nella lavanderia industriale in cui lavorò anche King per circa un anno. La prima stesura richiese circa tre mesi, nel corso dell'estate 1972.

## Storia editoriale
La casa editrice Doubleday acquistò il romanzo per 2500 dollari e lo pubblicò nel gennaio 1974. Il libro vendette nell'edizione rilegata solo 13 000 copie, ma nell'edizione economica, i cui diritti furono venduti per 400.000 dollari, ne vendette oltre un milione.

## Riferimenti
Nel romanzo La zona morta, Stephen King cita "Carrie" in un passo del capitolo 23, in cui una ragazza grida contro il protagonista, Johnny Smith: «Gli ha dato fuoco con la sua mente, come in quel libro Carrie».

## Altri media

### Film
Già sei mesi prima della pubblicazione la Doubleday ricevette le prime offerte per realizzarne una trasposizione cinematografica. Brian De Palma diresse la versione cinematografica nel 1976, con Sissy Spacek (nel ruolo di Carrie), Amy Irving, William Katt, Betty Buckley, Piper Laurie, Nancy Allen e John Travolta.  La colonna sonora fu composta da Pino Donaggio, usuale collaboratore di De Palma. Il lavoro di Donaggio non ha avuto molti riconoscimenti, ma l'atmosfera che crea dà al film un'essenza unica. Donaggio è stato spesso visto come il Bernard Herrmann di De Palma. Nonostante venga sempre ritenuta una storia horror, Carrie è in realtà un'intensa storia di emarginazione e vittimismo. È stato il primo film horror ad essere candidato al Premio Oscar per la performance di Sissy Spacek e di Piper Laurie; vinse anche il grande premio all'Avoriaz Film Festival e Sissy Spacek fu premiata con il titolo di "Miglior attrice" dalla Società Americana di Premi della Critica. Il film è stato uno dei pochi adattamenti tratti dai suoi romanzi ad essere apprezzato da Stephen King. La proiezione della pellicola fu vietata in Finlandia.
Nel 1999 fu girato un sequel intitolato Carrie 2 - La furia, in cui Emily Bergl recitò la parte di un'altra ragazza con poteri telecinetici.
Un remake per la TV, con protagonista Angela Bettis, fu prodotto per la TV statunitense nel 2002, raccogliendo critiche positive.
Nel 2013 uscì un ulteriore adattamento cinematografico del libro, Lo sguardo di Satana - Carrie, prodotto da Metro-Goldwyn-Mayer e Screen Gems. Il film, diretto da Kimberly Peirce, vide Chloë Grace Moretz nel ruolo di Carrie e Julianne Moore in quello della madre Margaret White.

### Musical
Un musical a Broadway nel 1988, con Betty Buckley, Linzi Hateley, e Darlene Love fu chiuso dopo solo cinque esibizioni.

### Fumetti
La storia di Carrie ha ispirato anche il fumettista e sceneggiatore Pasquale Ruju per l'albo di Dylan Dog numero 135, dal titolo "Scanner". Protagonista è la piccola Pearl Dee che come Carrie ha poteri telecinetici. Creduta morta dalla madre Madeleine, che però nutre dei dubbi sulla scomparsa della figlia e incarica l'Indagatore dell'Incubo di fare luce sulla vicenda, Pearl è stata in realtà cresciuta da alcuni funzionari governativi in una località segreta, in quanto inserita all'interno di un programma militare riservato chiamato "Little Death" (piccola morte).
Lei ed altre bambine dotate dei suoi stessi poteri vengono addestrate al loro uso allo scopo di trasformarle in devastanti armi di distruzione di massa viventi. All'età di 15 anni, però, Pearl si ribella al suo destino, partendo alla ricerca delle sue origini lasciando dietro di sé morte e terrore. Questa storia, come altre del celebre eroe bonelliano, s'ispira all'opera di Stephen King, ma in questo caso si rintraccia un omaggio assai più evidente del solito, tale da rendere impossibile non collegare la storia di Pearl a quella di Carrie.
Alcune scene del fumetto, inoltre, ricalcano le sequenze del film di De Palma. A Carrie vi è un riferimento persino all'interno di un altro romanzo di Stephen King, La zona morta (alla fine del capitolo 23, Patty Strachan accusa Johnny di aver dato fuoco egli stesso al locale dove Chuck avrebbe festeggiato il diploma "con la sua mente, come in quel libro, Carrie"). Viene accennato il caso di Carrie nel romanzo "l'incendiaria", parlando dell'esistenza di molti altri individui dotati di poteri come lei.

## Edizioni italiane
- Stephen King, Carrie, traduzione di Brunella Gasperini, Collana Bestseller, Milano, Sonzogno, febbraio 1977,  p. 176.
- Stephen King, Carrie, Collana Classici contemporanei, Milano, Bompiani, 2017  [I ed. Bompiani, 1984], ISBN 978-88-452-9402-0.

### Numeri ISBN
- ISBN 0-606-00823-3 (ristampa, 1975)
- ISBN 0-385-08695-4 (copertina rigida, 1990)
- ISBN 1-56780-057-2 (tascabile, 1992)
- ISBN 0-8161-5688-3 (rilegato, 1994, Large Type Edition)
- ISBN 84-01-49966-6 (copertina rigida, 1999)
- ISBN 0-671-03973-3 (tascabile, 2000)
- ISBN 0-606-20594-2 (ristampa, 2001)
- ISBN 0-609-81090-1 (tascabile, 2001)
- ISBN 0-671-03972-5 (tascabile, 2002)
- ISBN 84-01-49888-0 (copertina rigida)
- ISBN 0-7434-7060-5 (mercato di massa)
- ISBN 88-462-0106-X (tascabile superPocket, 1999)
- ISBN 88-452-4608-6 (tascabile, 2000)